# Comté de Delaware (Ohio)
Pour les articles homonymes, voir Comté de Delaware.
Le comté de Delaware – en anglais : Delaware County – est un des 88 comtés de l'État de l'Ohio, aux États-Unis.
Son siège est fixé à Delaware.